# Oppol
Pour plus de détails, voir Fiche technique et Distribution.
Oppol (Sœur aînée en malayalam) est un film indien réalisé par K. S. Sethumadhavan, sorti en 1981.

## Synopsis
Lorsque Malu épouse Govindhan, un ancien militaire, elle prend avec elle son petit frère Appu. Jaloux de Govinhdan, Appu le frappe ; Malu réprimande son petit frère et ce dernier fait une fugue. Appu est en fait le fils de Malu, qui cache qu'elle est fille-mère à cause du poids des normes sociales.

## Fiche technique
Sauf indication contraire, les informations mentionnées dans cette section peuvent être confirmées par la base de données cinématographiques IMDb,  présente dans la section « Liens externes ».
- Titre original et français : Oppol
- Réalisation : K. S. Sethumadhavan
- Scénario : M.T. Vasudevan Nair
- Musique : M.B. Sreenivasan
- Photographie : Madhu Ambat
- Montage : T.R. Srinivasalu
- Production : Rosamma George
- Sociétés de production :
- Sociétés de distribution :
- Pays de production :  Inde
- Langue originale : malayalam
- Format :
- Genre : Film dramatique
- Durée : 143 minutes
- Dates de sortie : 2 avril 1981

## Distribution
- Balan K. Nair : Govindhan Kutty
- Menaka : Malu / Malooty / Oppol
- Master Aravind/M. P. Ramnath : Appu / T Rajasekharan
- Kaviyoor Ponnamma : Narayani amma / Vallyamama, la mère de Malu
- Jose Prakash : frère de Narayani
- Sankaradi : Kunjan Nair

## Production
Le film Oppol a été écrit en 1975.

## Accueil

### Récompenses
- Filmfare Award du meilleur réalisateur en malayalam
- National Film Award du meilleur acteur